# Pomocnik (kolarstwo)

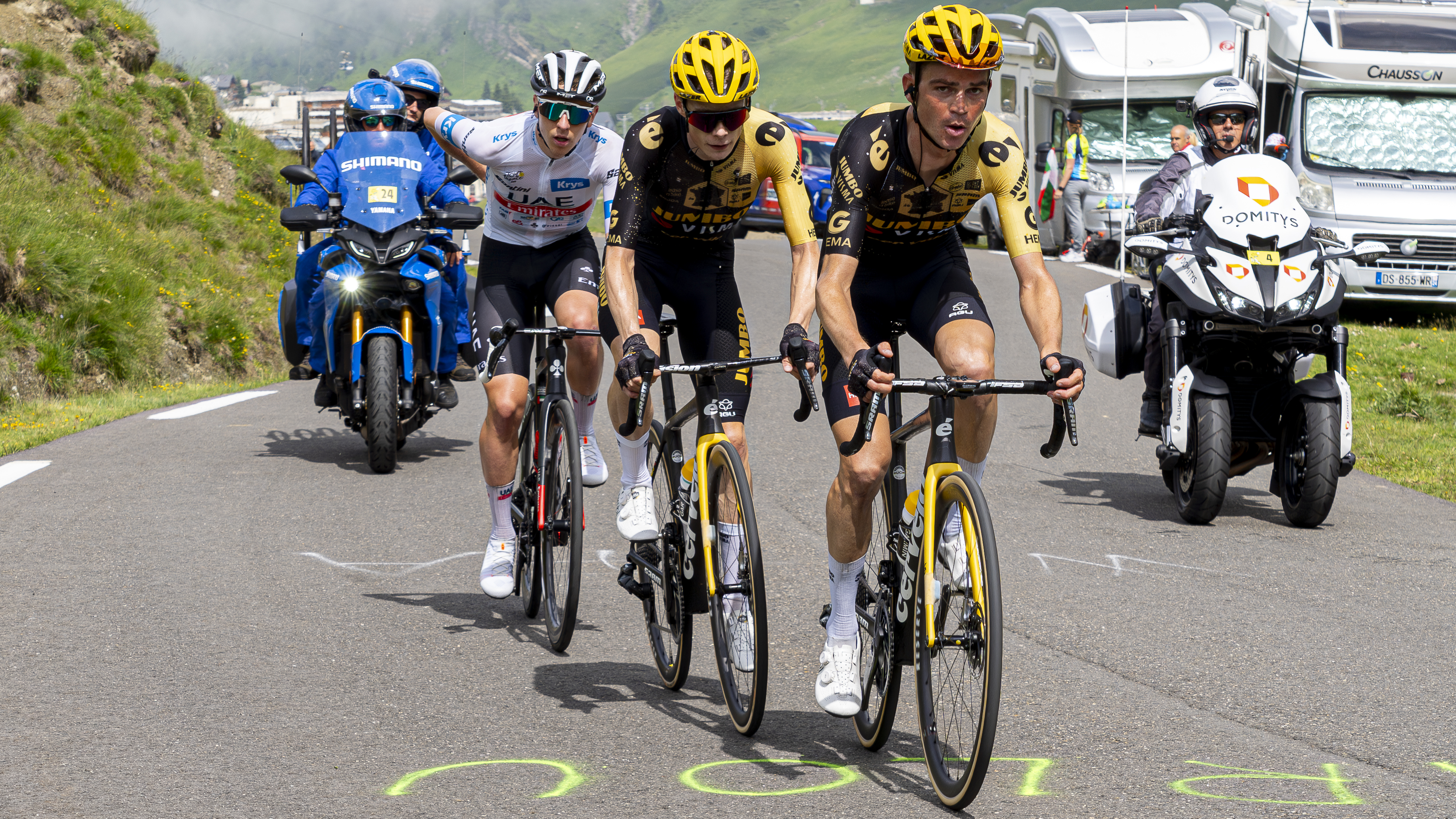
Sepp Kuss jako pomocnik Jonasa Vingegaarda na Tour de France 2023

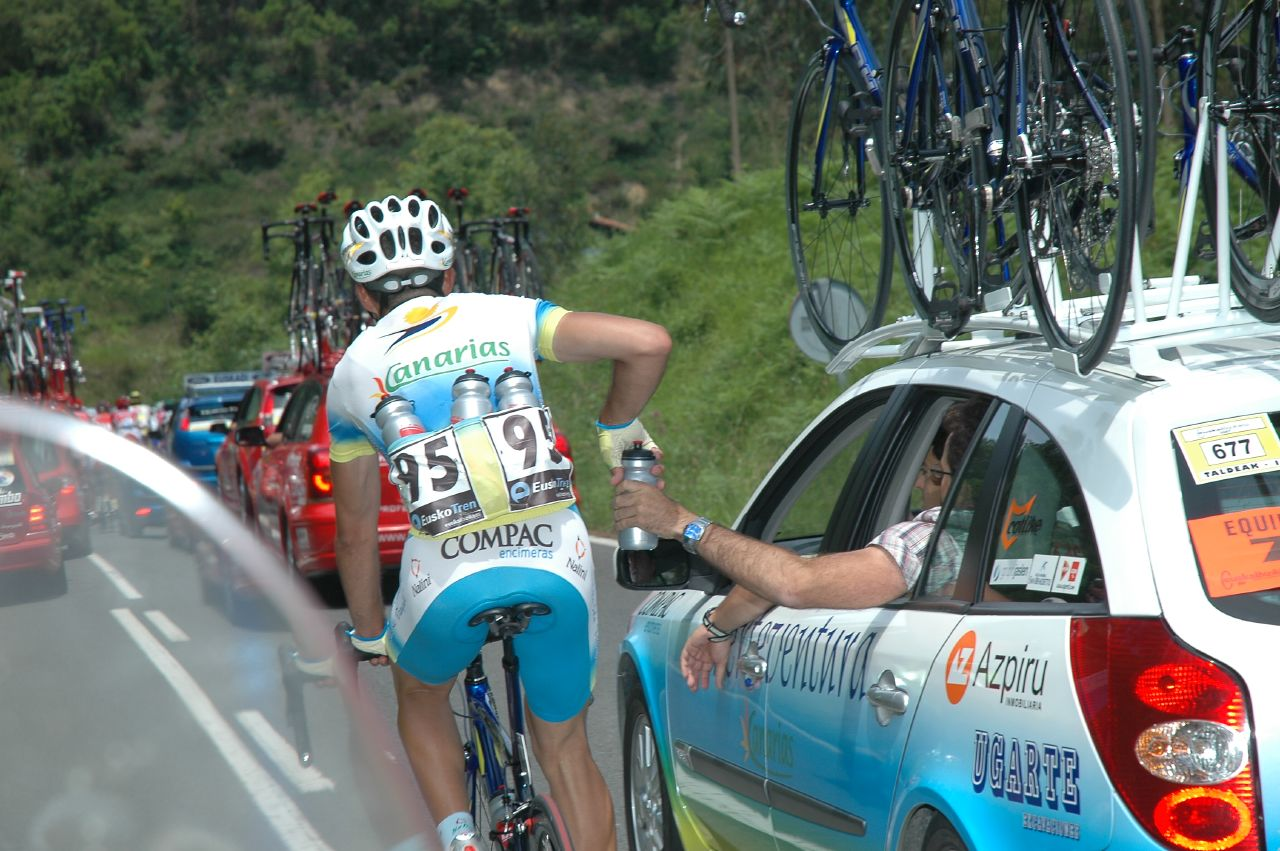
Pomocnik (Javier Cherro Molina) odbiera z samochodu bidon z wodą dla zawodnika ze swojej drużyny

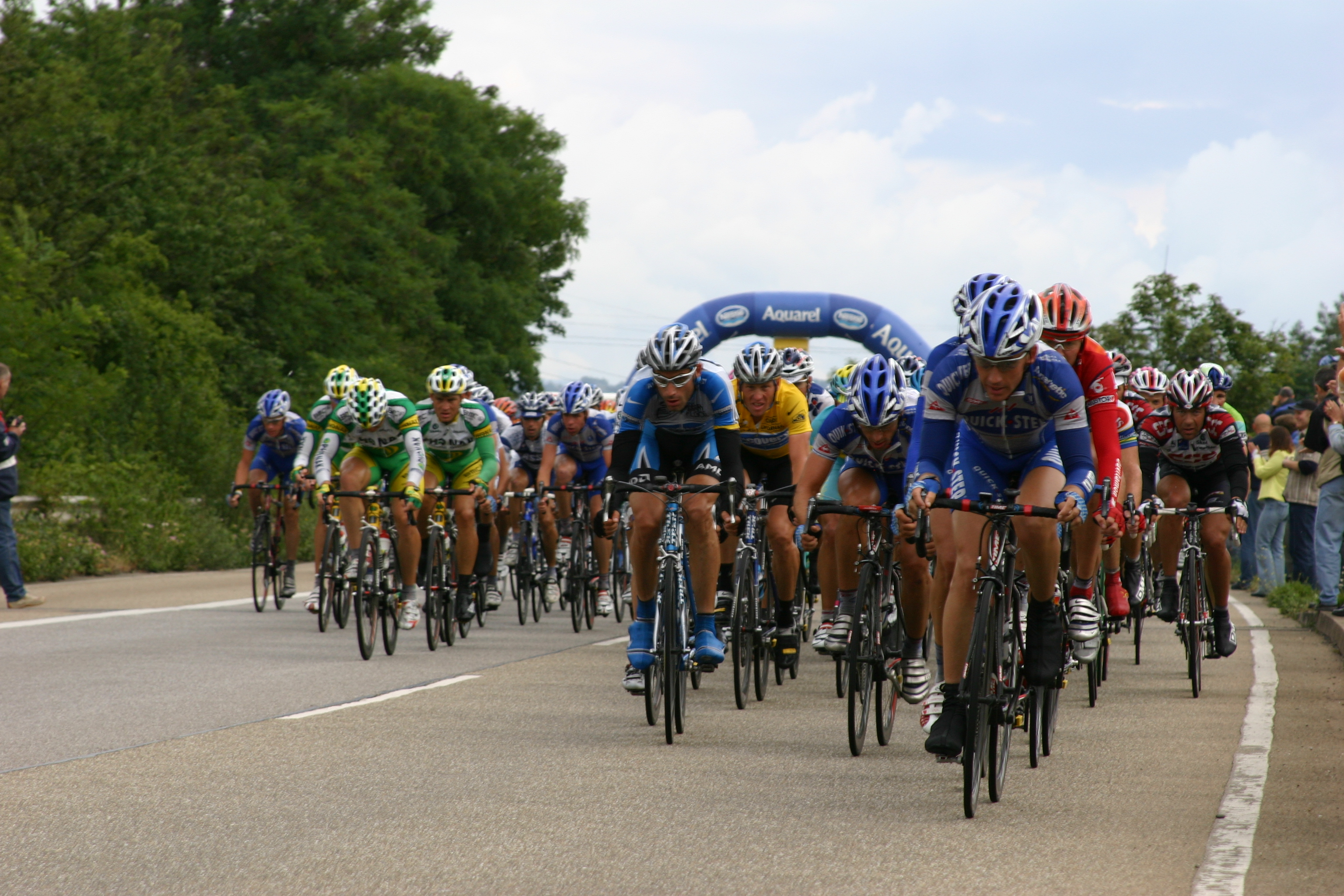
Pomocnicy osłaniający swoich liderów - w żółtej koszulce lidera Lance Armstrong, którego osłanianie George Hincapie (Tour de France 2005)

Pomocnik, gregario, domestique – typ zawodnika w kolarstwie szosowym. Pomocnicy koncentrują się na wspieraniu lidera swojego zespołu.
Pomocnicy nie koncentrują się na osiąganiu indywidualnych sukcesów, lecz na pomocy liderowi swojej drużyny. Zamują się chronieniem swojego lidera, poprzez np. dowożenie mu wody, osłanianie go od wiatru, wsparcie w przepychankach o pozycje, tworzenie ściany chroniącej lidera jadącego w cieniu aerodynamicznym (zmniejsza to opór w czasie jazdy i pozwala na zachowanie większych sił na kluczowe momenty etapu), rozprowadzanie sprinterów przed finiszem, ściganie ucieczek itp.
Na płaskich etapach zadania pomocników wykonują czasem czasowcy lub puncherzy.
Do wybitnych pomocników należeli choćby: Jean Stablinski, Lucien Didier, Alain Vigneron, Tim Declercq, Michel Morkov, George Hincapie czy Andreas Kloden. Spośród Polaków, wyróżniani w tej specjalizacji byli Michał Kwiatkowski, Maciej Bodnar i Cesare Benedetti. 
Osobna klasą pomocników są tzw. super domestique (super pomocnicy), którzy potrafią się lepiej wspinać niż przeciętni pomocnicy, dzięki czemu towarzyszą swojemu liderowi również w wysokich górach i wspomagają go jak najdłużej, przez co sami również zajmują miejsca w czołowiej dziesiątce wielkich tourów; w wyścigach o mniejszym prestiżu występują również jako liderzy swojej drużyny. Do zawodników takich zaliczani są m.in.: Geraint Thomas, Marc Soler, Sepp Kuss, Mikel Landa, Matteo Jorgenson, Aleksandr Własow, Tom Pidcock, Santiago Buitrago, Adam Yates, Juan Ayuso, Rafał Majka czy Joao Almeida.
Do święcących sukcesy pomocników należą choćby Mathew Hayman, Wout Poels, Ion Izagirre czy Sepp Kuss. Wielu przyszłych mistrzów zaczynało jako pomocnicy - np. Lucien Aimar, Greg LeMond, Jan Ullrich czy Chris Froome.